# Alois Souček (pedel)
Alois Souček (červen 1935 – 21. prosince 2018) byl univerzitním (rektorským) pedelem Univerzity Karlovy v Praze.
Ve funkci pedela působil čtyřicet let. Na žezlo v jeho rukou slavnostně přísahalo přes 200 000 studentů.
Roku 2015 převzal z rukou rektora Tomáše Zimy stříbrnou medaili Univerzity Karlovy.